# Теплий фронт

Позначення теплого фронту на погодній мапі

Те́плий фронт — атмосферний фронт, що рухається в бік холодного повітря. Частіше пов'язаний з системою шарувато-дощових опадів, суцільними дощами і подальшим потеплінням.
Теплим фронтом називається поверхня розділу двох повітряних мас у випадку переміщення маси теплого повітря у сторону холодного. Зимою із проходженням теплого фронту часто пов'язані снігопади затяжного характеру і відлиги. У інші сезони року він приносить довготривалі затяжні дощі і похмуру погоду. Над поверхнею фронту тепле повітря, зазвичай, знаходиться у висхідному русі над клином холодного повітря. Якщо тепле повітря є достатньо вологим, то при його висхідному русі і адіабатичному охолодженні утворюється характерна система хмар теплого фронту.

## Структура
На відстані 600—800 км перед лінією фронту, там де клин холодного повітря має товщину 5-6 км і більше, утворюються найвищі хмари — перисті (Сі) й перисто-шаруваті (Cs). Перисті хмари Cirrus утворюються вище поверхні фронту, перисто-шаруваті — поблизу поверхні фронту.
Із наближенням до лінії фронту основа хмар поступово знижується, самі вони стають все ближче густими і переходять на висотах нижче 6 км у високо-шаруваті (As), а потім вже нижче 2-3 км — у шарувато-дощові (Ns), основи яких знаходять на висоті 100—1000 м. Опади починають випадати із шару As. Як правило, особливо у літній час, вони не досягають поверхні Землі внаслідок випаровування, а потім при переході As у Ns досягають її і поступово із наближенням фронту підсилюються. Ширина зони опадів теплого фронту зазвичай становить 200—400 км.
Рух повітря відбувається у площині, перпендикулярній до лінії фронту. Хмари As-Ns мають велику вертикальну висоту. У їх верхній частині, досягають значних висот, де є низькі температури, вони складаються із льодяних кристаликів.
Під As і Ns розміщені клубчасті хмари Fr nb.

Детальніше англомовне пояснення структури теплого атмосферного фронту

Перисті хмари (Сі) складають окремий шар, розміщений вище за фронтальну поверхню. Причиною цього є те, що висхідний рух повітря на деякій висоті змінюється низхідним, щоб потім на великій висоті знову перейти у висхідний.
Таким чином, хоча представлене вище схематичне зображення системи хмар теплого фронту і є типовим і часто спостерігається, проте може бути відхилення від приведеної схеми. Ці відхилення залежать від інтенсивності і характеру висхідних рухів повітря і від його відносної вологості. Якщо відносна вологість теплого повітря дуже велика а стратифікація нестійка, як це буває улітку у помірних широтах і зимою у південних, а висхідний рух охоплює шар товщиною у декілька кілометрів, то у цьому випадку шарувато-дощові хмари (Ns) можуть перейти в купчасто-дощові (Cb), а опади будуть мати зливовий характер і супроводжуватися грозами.
Якщо тепле повітря достатньо сухе і висхідний рух повітря розвинутий слабо, то хмарна система теплого фронту може бути недорозвинута, і ті чи інші шари можуть бути повністю відсутні. Для таких фронтів характерне розшарування хмарної системи, мала вертикальна потужність окремих шарів, або їх повна відсутність. Інколи у системі хмар теплого фронту можуть бути відсутні перисті і перисто-шаруваті хмари, а також шарувато-дощові і вся система складається лише із невеликого шару хмар Altostratus (As).
У випадку, коли теплий фронт переміщується із заходу на схід, із наближенням теплого фронту до пункту спостереження першими з'являться перисті хмари (Ci), потім перисто-шаруваті (Cs), високо-шаруваті (As) та шарувато-дощові (Ns).

## Характеристика
Якщо повітряна маса стабільною, стабільною, кількість опадів буде збільшуватися, поки не досягне розташування, коли хмари можуть продовжити рухатися по земній поверхні, як туман. Після того, як з фронтом з фронтом відчуває деяке потепління та очищення. Якщо повітряна маса нестійка, грози можуть передувати і слідувати з фронтом і зміни температури будуть більшими
У північній півкулі теплий фронт викликає зрушення вітру, що дме з південного сходу на південний захід, в південній півкулі зрушення від вітрів дме з північного сходу на північний захід. Загальні характеристики, пов'язані з теплими фронтами включають в себе:
| Погоднє явище    | До проходження фронту | Під час проходження фронту                                             | Після проходження фронту                                                                           |
| ---------------- | --- | ---------------------------------------------------------------------- | -------------------------------------------------------------------------------------------------- |
| Температура      | Прохолодно | Вирівнювання                                                           | Тепліше. Потім температура вирівнюється                                                            |
| Атмосферний тиск | Стабільне зменшення | Вирівнювання                                                           | Невелике підвищення з подальшим зменшенням                                                         |
| Вітри            | - З півдня на південний схід (Північна півкуля) - З півночі на північний схід (Південна півкуля) | Мінливі вітри                                                          | - З півдня на південний захід (Північна півкуля) - З півночі на північний захід (Південна півкуля) |
| Опади            | Зазвичай відсутні, але влітку чи при теплих температурах купчасті потужні хмари можуть перетворюватися на купчасто-дощові й давати короткочасні зливи та грози.                                                                        | Стійкий дощ, як помірний з деяким ослабленням та деяких сплесків сили. | Невеликий дощ, який поступово перестає.                                                            |
| Хмари            | Перисті, перисто-шаруваті хмари, шаруваті, шарувато-дощові хмари. Інші хмари можна також часто побачити, в тому числі перисто-купчасті, високо-купчасті, купчасті та іноді навіть купчасто-дощові (разом з купчастими хмарами влітку). | Шарувато-дощові, інколи купчасто-дощові                                | Чисте небо з розкиданими шаруватими і шарувато-купчастими хмарами.                                 |
| Видимість        | Слабка | Слабка, але покращується                                               | Ясно                                                                                               |
| Точка роси       | Неухильний підйом | Стійка                                                                 | Піднімається, потім стає стійкою.                                                                  |